# 王權 (遊戲)
《王权》是由Nerial开发，并由Devolver Digital于2016年发行的战略游戏。在游戏中，玩家扮演中世纪国王，尽可能延长统治时间。国王会收到角色的进言和提问。问题以卡片形式展现，玩家左右滑动卡牌，选择肯定或否定的回应。游戏中的王国有军队、民众、教会、国库四个方面，若有其中一方失衡，则国王的统治即告结束，玩家将扮演下任君主继续统治。恶魔会在游戏中数次找到国王，而玩家需要打破恶魔的诅咒。
Nerial制作《王权》时借鉴了约会应用Tinder的滑动功能。开发者弗朗索瓦·阿利奥的剧本受到法国文学运动乌力波的影响。评论者肯定了游戏玩法和演出，但也批评一些卡片有重复之感。游戏销量超过两百万份，并衍生出《王权：女王陛下》等数款续作。

## 玩法
《王權》是戰略遊戲，玩家扮演中世纪君王，做出尽可能延长统治时间的决策。游戏会以一系列卡牌显示角色的进言与提问。玩家左右滑动卡牌，做出肯定或否定的回答。
游戏中的王国由军队、人民、教会、国库四股力量组成，玩家的决策会影响各股力量强度。力量强度以柱形条表示，会随玩家的决策而上升或下降。例如支持巫师时，人民的计量条上升，而教会的计量条下降。
当任意某方的计量条充满或清空时，该国王的统治即告结束，接着玩家开始扮演新国王继续统治。完成任务可解锁新卡牌，其中一些卡牌有持续效果，例如圣战卡牌影响数代国王。游戏中，恶魔会数次找到国王，玩家的目标则是破除恶魔的诅咒；若恶魔不再来找君主且玩家仍未破除诅咒，则玩家需要重新开始游戏。

## 剧情
玩家扮演一位国王，遇到幽灵「亡者之灵」。幽灵告诉国王，要尽可能延长统治时间。国王死后转世成新统治者，并再度遇到幽灵。幽灵称，他们都遭到诅咒，不断死后重生。666年，恶魔出现并嘲弄国王，称几个世纪前国王以灵魂为代价与他交易，得到永恒的力量，而这永恒即是困在死与生的轮回中。1332年，恶魔再次到来，称这一循环永无止境，而他将在1998年最后一次出现。这期间国王可以遇到贵妇艾格娜。她不仅知道国王与恶魔的交易，还告诉国王唯一的解脱之道：让恶魔做他无法完成的任务。
1998年，恶魔如约而至并带来“礼物”：下一位看到国王点头的角色会死。游戏结局因玩家的选择而异。如果玩家对亡者之灵点头，恶魔就会表示亡者之灵乃国王自己的意识和回忆，而国王将在地狱中永无止境地自杀。如果玩家诅咒其他人，亡者之灵就会出现，称轮回永不终结、国王永世受困。而如果玩家完成特定任务，国王就可以诅咒骷髅。而恶魔杀不死骷髅，只得将国王从诅咒中解放。

## 开发
《王权》由伦敦游戏工作室Nerial开发。开发者弗朗索瓦·阿利奥此前数款作品均告失败，曾考虑离开游戏业。然而，发行商Devolver Digital收到Nerial提交的《王权》早期版本后，对该作产生了兴趣。公司副高管奈杰尔·劳里对游戏演示表示青睐，并将之推荐给其他员工；最终Devolver Digital与Nerial达成发行协议。开发者从约会应用Tinder的滑动功能中汲取了灵感。阿利奥称，《王权》戏仿了现实社会处理复杂问题的方式，例如英国脱欧公投中，简单的投票却能持久深远地影响政治。开发者最初使用肖像展示角色，但很快决定换成卡牌。他认为，卡牌不仅能营造实体感，还会因玩家自然会滑动卡片之故，省去制作教学内容。
《王权》的剧本设计简洁精炼，一反阿利奥惯用的复杂句。阿利奥构思了几条同主线并行的支线情节，并称卡牌设计要「问题直截、选项明快、后果可怕」。情节创作方面，阿利奥深受法国作家团体乌力波的限制性写作实验的影响。剧情核心角色恶魔诞生于开发后期。阿利奥称，利用这一角色能够解释某些游戏情节，例如历代国王缘何似乎记得一切，而顾问为什么总是提出类似建言。
游戏原声由芯片音乐作曲家Disasterpeace谱写，画面由村上美惠子绘制。《王权》于2015年12月的AdventureX展会上亮相。游戏于2016年8月16日登陆Android、iOS、Linux、macOS和Windows。因翻译事宜，游戏发行时间较原定日期推迟了一周。任天堂Switch移植版于2018年9月20日发行。2019年8月，《王权》销量突破200万。

## 評價
據評論匯總網站Metacritic数据，iOS和電腦版《王權》獲「總體好評」。評測普遍认为游戏既有趣又獨特。「TouchArcade」認爲游戏玩法富有趣味和創意，「Pocket Gamer」称赞遊戲巧妙顛覆了策略和休閒手機遊戲的玩法，讓人笑着、哭着、思考着。《衛報》則认为，相较与嚴肅的策略遊戲，《王權》更多带给玩家異想天開的體驗。
评测对游戏演出持不同看法。「Rock Paper Shotgun」称，游戏改变了玩家的统治策略，将追求道德的理想主义者变成了巩固权力的务实统治者。其他评论则认为，游戏主旨在于谋求四方势力的平衡。「TouchArcade」称，游戏的开场和演出中充满幽默风趣和光怪陆离的内容。
游戏玩法获得好评。「TouchArcade」对卡牌抉择机制表示称赞，玩家能用简单决策实现宏伟目标。「Gamezebo」评论道，每个选项背后都富有趣味和深度，足以让玩家深思。《卫报》则认为，尽管卡牌操作简单，适合手机游戏，但二选一的决策方式深度不足。
部分评论称游戏玩法单调乏味。「Gamezebo」称，游戏剧本丰富但终归浅薄。《卫报》认为，部分卡片设计不佳、令人困惑，部分本质相同的卡片破坏了叙事这一主要目标。但「Rock Paper Shotgun」持不同观点，认为《王权》操作简单却不单调，玩家可以从大量新卡片中收获乐趣。
《王权》在2017年的卢迪西斯大会中取得国际比赛组优胜。此外，它还获得2016年度Unity奖之「最佳手机游戏」提名，以及2016年度开发奖之叙事奖。游戏还在2017年获第20届年度D.I.C.E.奖之「年度手机游戏」提名。

## 续作
2017年12月，Nerial推出了独立续作《王权：女王陛下》，玩家将扮演王后而非国王。据Metacritic统计，该作获得「普遍好评」。系列第三款作品《王权：权力的游戏》于2018年10月面世。其改编自HBO电视剧《权力的游戏》，亦获「普遍好评」。第四作《王权：星途》于2020年发行，故事中外星摇滚乐队为寻找表演舞台，穿梭于星系之间。该作获得「两极或中庸评价」。第五款游戏《王权：三国》于2022年10月面向Netflix订阅者发行。这款三国题材游戏融入了战斗和多人系统，获得「两极或中庸评价」。